# NOWCOM
NOWCOM是一家于1994年成立的韩国信息技術公司，提供论坛服务，是為韩国最早提供此類型服务的公司。

## 服务
- AfreecaTV：P2P在线视频服务，用户可以上传自己的视频或進行直播服務[2]。
- ClubBox：网络存储服务。
- Nownuri：经典论坛。
- NOWCDN：为大容量游戏提供稳定高速的下载器方式下载的服务。

## 运行的游戏
- 跑Online：竞速游戏，负责在韩国的运行和全球的销售工作。
- Ssbak：卡通风格的3D格斗休闲游戏，是NOWCOM代理的第二款游戏，现已停运。
- 劲乐团：音乐游戏，通过收购O2Media公司接手游戏开发和销售工作以及手机版的开发，PC版已于2012年5月30日正式停运。
- Fortfire：是NOWCOM开发的第一款游戏，现已停运。
- 野性战士：参与MGame在韩国共同代理，NOWCOM服务端单方停运。
- 汉字房：参与NHN在韩国共同代理，现已停运。
- fear：
- Metal Guardian：IGS开发的游戏，目前只宣布代理尚未公测。